# リンジー・ウェイレン
リンジー・ウェイレン（Lindsay Marie Whalen、1982年5月9日 - ）は、アメリカ合衆国の女子プロバスケットボール選手である。ポジションはガード。WNBAのミネソタ・リンクス所属。コネティカット・サンにてポイントガードとしてプロデビューした。

## 来歴
地元ミネソタ州ハッチンソンの高校からミネソタ大学ツインシティー校に進学、ビッグ・テン・カンファレンス歴代5位となる2,285得点を叩き出す。
2004年のWNBAドラフト全体4位でコネティカット・サンに指名され契約。
2010年、ミネソタ・リンクスにトレード。2011年には自身初のWNBAチャンピオンを経験。
2009年よりアメリカ代表に加わり、2010年・2014年世界選手権と2012年ロンドン・2016年リオオリンピック、いずれも金メダル獲得。
2007年に結婚している。

## 経歴

### 大学
- 1998-2002 : ミネソタ大学ツインシティー校

### WNBA
- 2004–2009 : コネティカット・サン
- 2010– : ミネソタ・リンクス

### 国外クラブ
- 2006–2007 : UMMC Ekaterinburg
- 2007–2012 : ZVVZ USK Prague
- 2012–2013 : Galatasaray
- 2013–2014 : ディナモ・モスクワ
- 2014– : AGÜ Spor